# Buddy Guy
George »Buddy« Guy (Lettsworth, Louisiana, 1936. július 30. –) nyolcszoros Grammy-díjas amerikai blueszenész, gitáros, énekes. A chicagói blues egyik szülőjének tartják. A Rolling Stone magazin minden idők 100 legjobb gitárosa közül a 30. helyre teszi. 1985-ben beiktatták a Blues  halhatatlanjai közé.

## Életpályája
Tizenhárom éves korában saját készítésű gitárján tanulta a hangszert, rádióműsorokból rögzített darabokon. Az ötvenes évektől "Big Poppa" John Tilly, Slim Harpo és Lightnin’ Slim együtteseiben játszott. Huszonegy éves korában Chicagóba költözött. Fellépett Muddy Watersszel, Little Walterrel, Howlin’ Wolffal, Freddie Kinggel, Willie Dixonnal, B. B. Kinggel, Eric Claptonnal, Bonnie Raitt-tel, Stevie Ray Vaughannal, Jack Bruce-szal és a Rolling Stones-szal is.

## Albumai
- I Left My Blues in San Francisco (1967)
- A Man and the Blues (1968)
- Hold That Plane! (1972)
- The Blues Giant / Stone Crazy! (1979)
- Breaking Out (1980)
- DJ Play My Blues (1982)
- Damn Right, I've Got the Blues (1991)
- Feels Like Rain (1993)
- Slippin' In (1994)
- Heavy Love (1998)
- Sweet Tea (2001)
- Blues Singer (2003)
- Bring 'Em In (2005)
- Skin Deep (2008)
- Living Proof (2010)
- Rhythm & Blues (2013)
- Born to Play Guitar (2015)
- The Blues Is Alive and Well (2018)

### Junior Wellsszel
- Hoodoo Man Blues (1965)
- Chicago / The Blues / Today!, Vol. 1 (1966)
- It’s My Life, Baby! (1966)
- Coming at You (1968)
- Buddy and the Juniors (1970, Junior Mance-szel)
- Southside Blues Jam (1970)
- Play the Blues (1972)
- Pleading the Blues (1979)
- Going Back (1981)
- Better Off with the Blues (1993)

### Phil Guyjal
- Buddy & Phil (1981)
- The Red Hot Blues of Phil Guy (1982)
- Bad Luck Boy (1983)
- All Star Chicago Blues Session (1994)
- He's My Blues Brother (2006)

### Memphis Slimmel
- Southside Reunion (1971)

## Díjak
- Blues Hall of Fame
- Rock and Roll Hall of Fame
- Grammy-díj

## További információ
- Hivatalos oldal
- Buddy Guy a Facebookon
- Buddy Guy az Internet Movie Database-ben (angolul)
- Buddy Guy a Rotten Tomatoeson (angolul)